# Beloha
Beloha är en ort i Madagaskar.   Den ligger i regionen Androy, i den södra delen av landet, 700 km söder om huvudstaden Antananarivo. Beloha ligger 156 meter över havet och antalet invånare är 23 021.
Terrängen runt Beloha är platt. Runt Beloha är det glesbefolkat, med 11 invånare per kvadratkilometer. Beloha är det största samhället i trakten. Omgivningarna runt Beloha är huvudsakligen savann.